# Fanny Mendelssohn
Pour les articles homonymes, voir Mendelssohn.
Pour les articles ayant des titres homophones, voir Mendelsohn et Mendelson.
Née Fanny Zippora Mendelssohn, connue aussi sous le nom de Fanny Hensel, née le 14 novembre 1805 à Hambourg et morte le 14 mai 1847 à Berlin, est une compositrice et pianiste allemande. Membre de la famille Mendelssohn, elle est la sœur du compositeur Felix Mendelssohn.
Elle fait partie des compositrices de renom au XIXe siècle. Elle connut de nombreux poètes, tels Heinrich Heine, Joseph von Eichendorff et Johann Wolfgang von Goethe dont elle a mis les œuvres en musique.

## Biographie

### Jeunesse
Née d'Abraham Mendelssohn, banquier, et de Lea Salomon, petite-fille du fabricant médailliste berlinois Daniel Itzig, elle est la sœur aînée du compositeur Felix Mendelssohn Bartholdy, de Rebecka Dirichlet (de) et de Paul Mendelssohn-Bartholdy (de). La famille, d'origine juive, se convertit au protestantisme et les quatre enfants sont baptisés en 1816. Elle est élevée dans l'atmosphère cultivée de l'intelligentsia berlinoise où la famille déménage en 1811, quittant Hambourg. Les femmes de sa famille maternelle sont des musiciennes accomplies, et Fanny Mendelssohn reçoit une excellente éducation musicale de sa mère. Au cours d'un voyage de la famille à Paris quand elle et son frère sont encore très jeunes, ils suivent tous deux des cours avec Marie Bigot de Morogues, élève de Beethoven. De retour à Berlin, elle  étudie le piano auprès de Ludwig Berger et d'Ignaz Moscheles, et la composition avec Carl Friedrich Zelter, deux des meilleurs éducateurs de la ville.

### Liens familiaux
Très tôt, comme son frère, elle manifeste des dons musicaux. Son père et ensuite son frère l'empêcheront néanmoins de se consacrer totalement à sa première passion, la musique. Ainsi Abraham Mendelssohn écrivit à sa fille alors âgée de 15 ans : 

« la musique deviendra peut-être pour lui [Felix] son métier, alors que pour toi elle doit seulement rester un agrément mais jamais la base de ton existence et de tes actes. »

 Son frère n'est pas en reste : 

« L’encourager à publier quoi que ce soit, je ne le puis, car ce serait aller contre mes convictions. Nous avons souvent discuté fermement de cela et je maintiens tout à fait mon opinion... Fanny, telle que je la connais, n’a jamais souhaité devenir compositeur ni avoir une vocation pour cela ; elle est trop femme. Elle dirige sa maison et ne pense nullement au public ni au monde musical, ni même à la musique, tant que ses premiers devoirs ne sont pas remplis. Publier ne pourrait que la distraire de cela et je ne peux pas dire que je l’approuverais. »

Alors que Fanny doit se limiter au salon, les parents Mendelssohn « offrent » tous les dimanches à Felix un orchestre qui lui permet de tester ses créations, permettant la publication du Songe d'une nuit d'été alors qu'il n'a que 17 ans. De la même façon, Felix est présenté à Goethe alors qu'il n'est âgé que de 11 ans, tandis que Fanny est mise à l'écart, cette rencontre ne concernant que la gent masculine.
Fanny entretient pourtant une relation très proche avec son frère Felix, de trois ans et demi son cadet. Il n'était pas rare que ce dernier allât chercher des conseils en matière de composition auprès de sa sœur, dont il respectait le goût musical. Elle organise également pour lui des concerts et tournées, ainsi que des rencontres avec Gounod, Liszt, Clara et Robert Schumann.

### La pianiste
Fanny Mendelssohn se révéla très vite être une pianiste extrêmement douée. Ainsi, elle impressionne sa famille quand, âgée de 13 ans, elle joue par cœur l'intégralité des préludes du Livre 1 du Clavier bien tempéré de Bach. En février 1831, dans une lettre à Goethe, Zelter, son professeur de composition, loua ses talents de pianiste : « (...) elle joue comme un homme ».

### La compositrice
Elle compose très jeune. Sa première œuvre connue a été composée à l'âge de 14 ans. Il s'agit d'un chant que Fanny, tout comme Felix, écrivirent sur un même texte offert comme cadeau d'anniversaire à leur père. C'est l'année suivante, en 1819, qu'elle commence les cours avec Carl Friedrich Zelter.

Bien que sa famille et sa situation ne lui permettent pas de publier, on comprend que la composition prenait une place très importante dans sa vie :  

« Maintenant que Rebecca a abandonné le chant, mes lieder ne retiennent plus l’attention et restent inconnus. Si personne n’émet jamais une opinion ou ne prend le moindre intérêt aux productions que l’on écrit, non seulement on y perd tout plaisir, mais en plus tout pouvoir de juger de leur valeur. »

### Rencontre avec Wilhelm Hensel

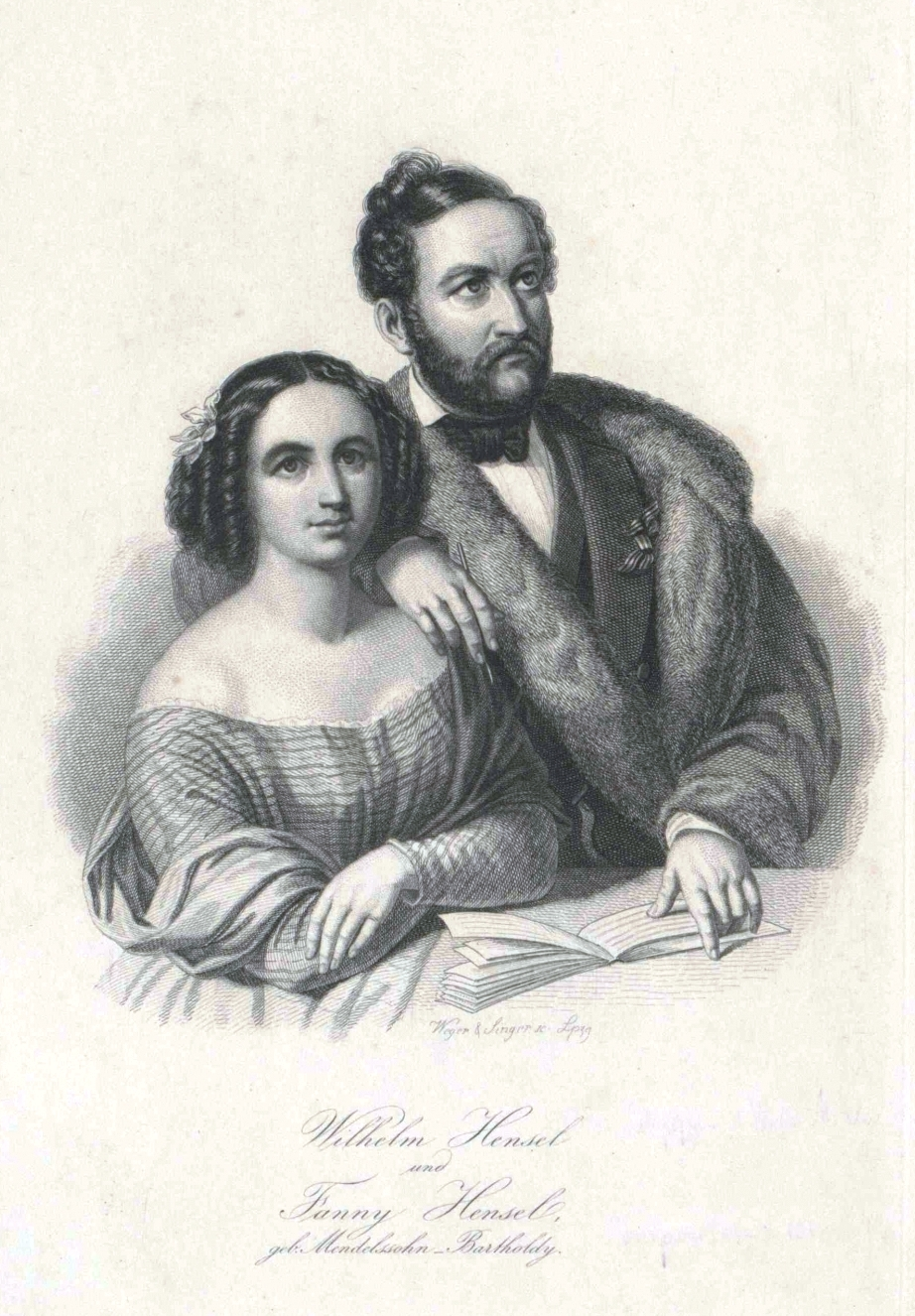
Le couple Wilhelm et Fanny Hensel, gravure, 1850.

Elle épouse en 1829 le peintre Wilhelm Hensel, de 11 ans son aîné, différence d'âge qui au premier abord effraye un peu Abraham Mendelssohn. Le couple aura un fils, Sebastian Ludwig Felix, les prénoms de ce dernier provenant des compositeurs favoris de Fanny, Bach et Beethoven. Sebastian Ludwig Felix aura pour fils le mathématicien Kurt Hensel.
Wilhelm Hensel l'encourage à jouer et, contrairement à son père et son frère, l'incite à publier ses œuvres. Bien qu'elle ne voyage pas énormément, surtout si l'on compare avec son frère qui parcourt l'Europe, Fanny et son mari partent en 1839 pour l'Italie. Ils demeureront plus de six mois à Rome, où Fanny rencontre et impressionne les compositeurs français Hector Berlioz et Charles Gounod. Ce dernier la décrit comme « une musicienne inoubliable, une excellente pianiste et une femme d’une intelligence supérieure. »
À partir de 1843, elle supervise les concerts du dimanche matin dans la maison de ses parents à Berlin.
Elle meurt d'une crise d'apoplexie le 14 mai 1847, à l'âge de 41 ans.

## Œuvre
Fanny Mendelssohn a écrit près de 250 lieder pour soprano et piano, ainsi que plus d'une centaine de pièces pour piano seul. Les textes des lieders proviennent souvent de poètes contemporains, principalement de Jean-Pierre Claris de Florian (13), Joseph von Eichendorff (20), Johann Wolfgang von Goethe (46), Heinrich Heine (27), Ludwig Hölty (14), Ludwig Tieck (16), Johann Heinrich Voß (14). Son mari Wilhelm Hensel, peintre, graveur et poète, lui a également écrit une vingtaine de textes.
Il est à noter que, d'après la pianiste Françoise Tillard, six des lieder de jeunesse de son frère Felix (dont Sehnsucht - Nostalgie - et Italien) ont en réalité été composés par Fanny, comme Felix le reconnaissait lui-même.
Très peu de ces œuvres ont été publiées, Fanny Mendelssohn n'ayant trouvé le courage de les publier qu'en 1846, un an avant sa mort.

## Discographie sélective
- 1978, Camerata Canada : Fanny Mendelssohn, Trio For Violin, Cello And Piano In D Minor Op. 11 (Posth.), Saint-Saëns, Tarantella for Flute, Clarinet and Piano, op.6, Taussig (en), Paganiniana (Crystal Records)
- 1981, Katherine Ciesinski, John Ostendorf, Rudolph Palmer : Lieder (premiere recording) : Clara Schumann, Fanny Mendelssohn, Josephine Lang, Pauline Viardot-Garcia (Leonarda Productions)
- 1984, Trio Fidelio, Brigitte Lafon, Aline Dumas, Françoise Tillard : Trio En Sol Mineur op. 11, Romances Sans Paroles, Lieder (Calliope)
- 1984, Chor Und Orchester Der Kölner Kurrende, Elke Mascha Blankenburg : Oratorium Nach Bildern Der Bibel (CPO 1987)
- 1986, Isabel Lippitz, Barbara Heller : Lieder Für Sopran Und Klavier Opp. 1, 7, 9, 10 (CPO)
- 1987, Liana Serbescu : Klavierwerke Vol. 1 & 2. Sur ces disques figurent les deux Sonates, des extraits de l'op. 6 et Das Jahr (CPO)
- 1996, Béatrice Rauchs : Das Jahr, 4 Klavierstücke (Bayer Records)
- 1997, Béatrice Rauchs : Sonata in G minor, Prelude in E minor, piano pieces, Six mélodies pour le piano (BIS)
- 2003, Hero und Leander, Maacha Deubner, soprano, Kammersymphonie Berlin, dir. Jürgen Bruns, avec Emilie Mayer et Luise Adolpha Le Beau (Dreyer Gaido)
- 2011, Quatuor Florestan : Marie Jaëll, Quatuor à cordes en sol mineur, Fanny Mendelssohn : Quatuor à cordes en mi-bémol majeur (Éditions Solstice)
- 2013, Quatuor Ébène: Mendelssohn Felix and Fanny (Erato/Warner Classics). Sur ce disque figure le Quatuor à cordes en mi bémol majeur.
- 2016, Irene Barbuceanu : Piano Pieces (Koch Schwann). Sur ce disque figurent des pièces extraites des op. 2, 4, 5, 6 et 8 ainsi que divers Klavierstück

## Galerie

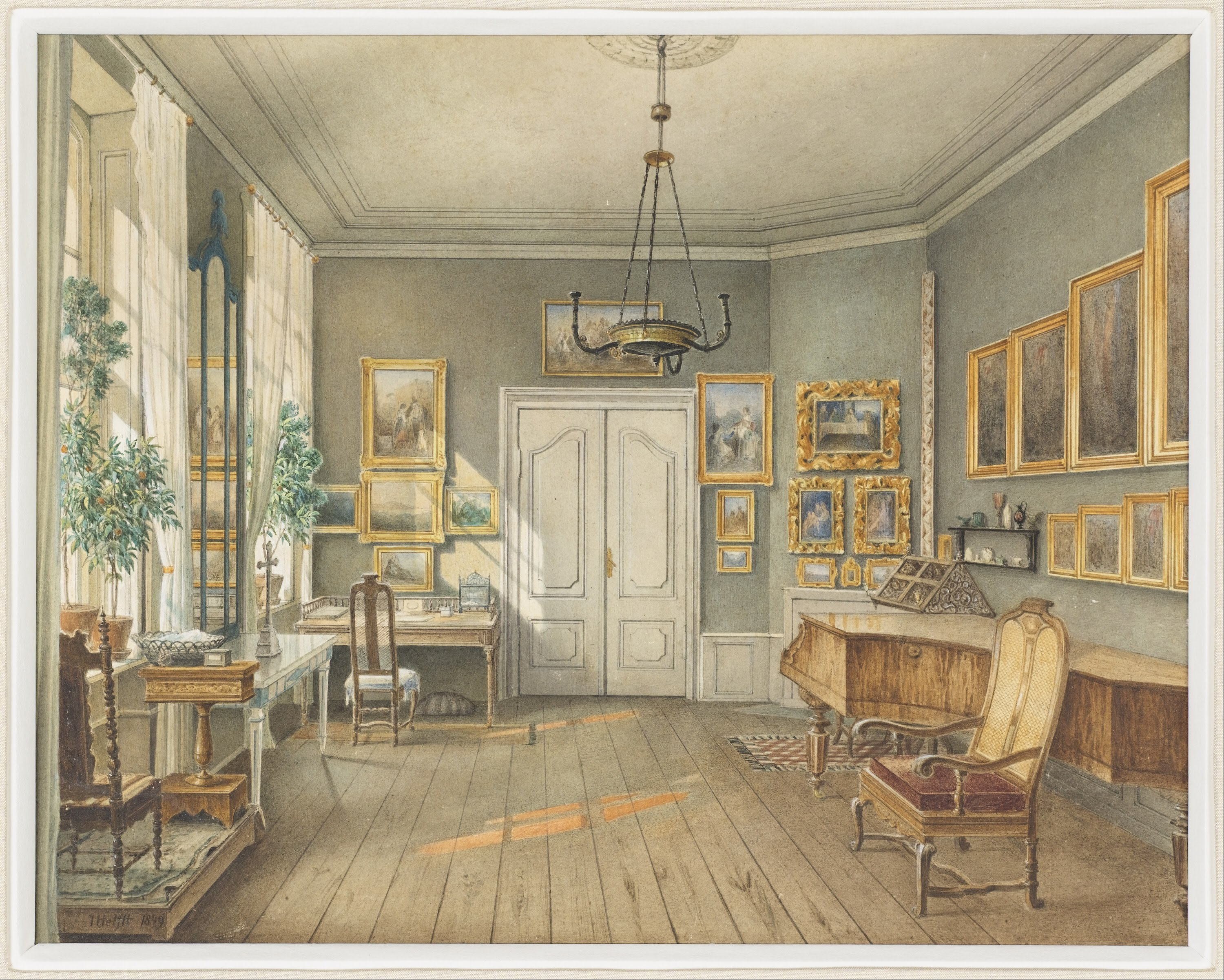
Salon de musique de Fanny Mendelssohn-Hensel, tableau de Julius Helfft (de), 1849, Cooper–Hewitt, Smithsonian Design Museum, New York.
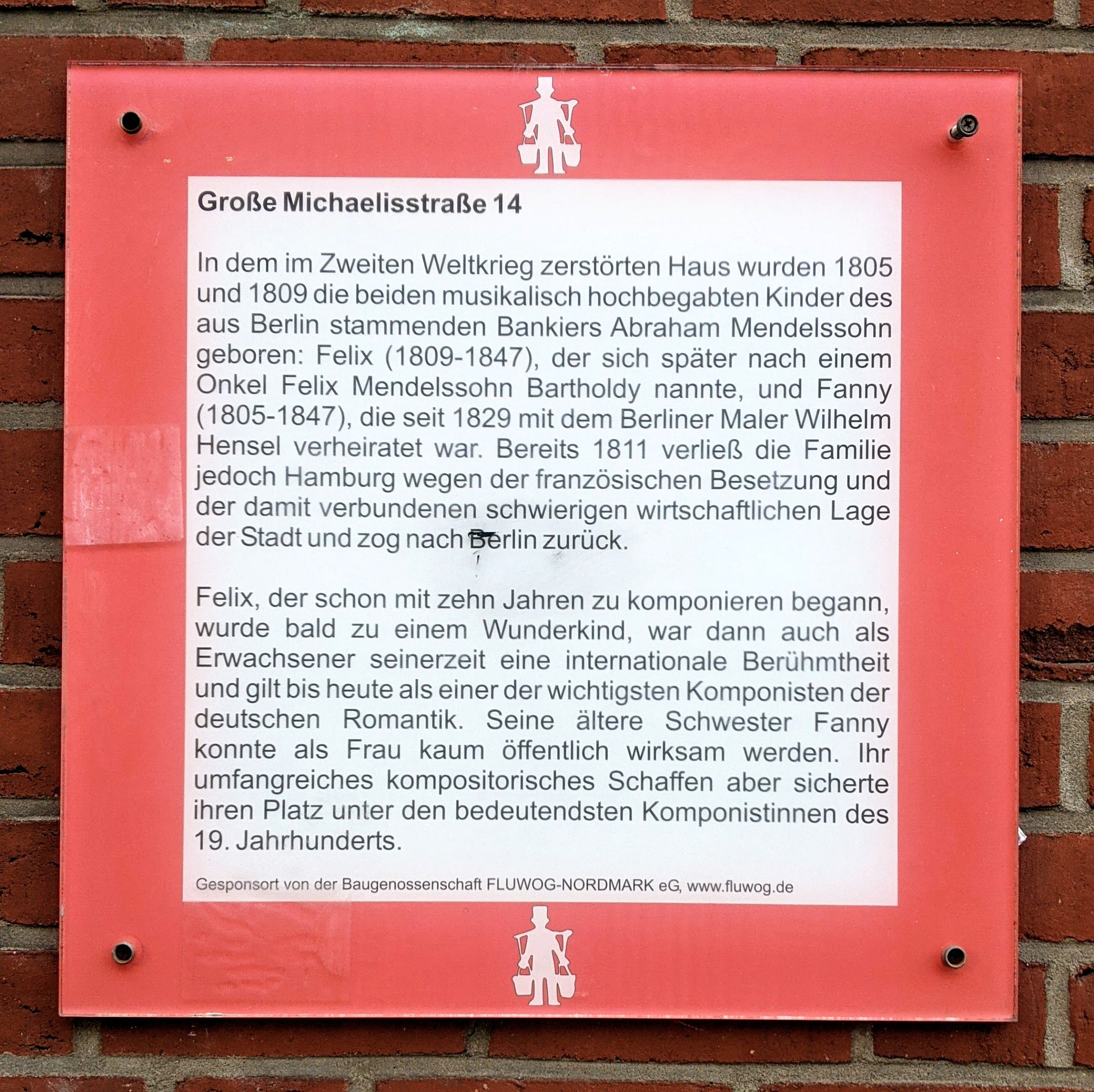
Plaque commémorative, promenade « Hummel-Bummel », quartier Neustadt à Hambourg: Michaelisstraße 14 - lieu de naissance de Fanny et Felix Mendelssohn.
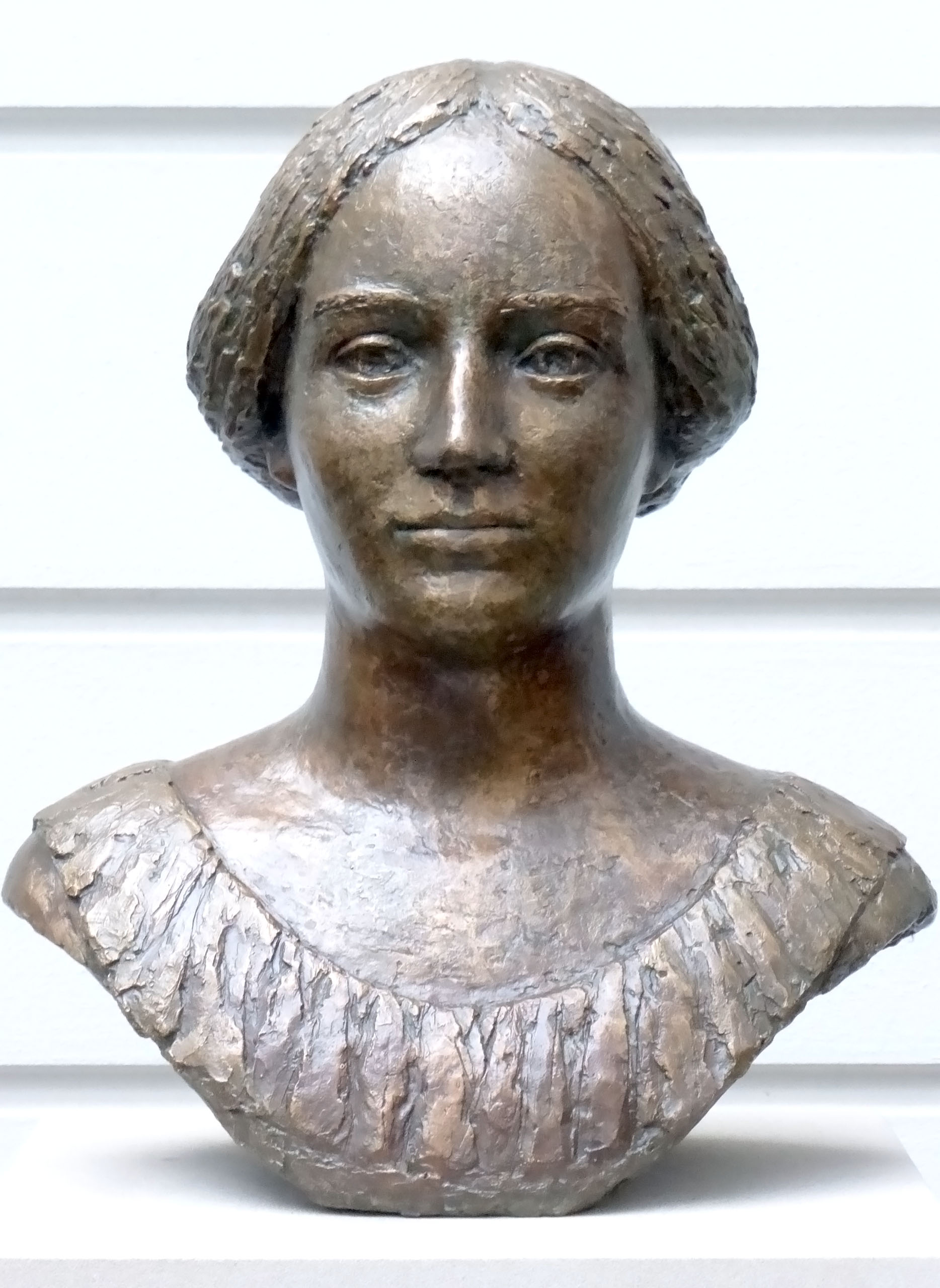
Fanny Mendelssohn-Hensel, devant la Remise-Mendelssohn (de) Berlin-Mitte, bronze par Lore Plietzsch (de), 2015.